# La Pièce d'or (film, 1964)
La Pièce d'or est un film français de court métrage réalisé par Robert Ménégoz, sorti en 1964.

## Synopsis
L'origine du magot d'un couple est identifiée au terme du parcours d'une pièce d'or dont elle est issue.

## Fiche technique
- Titre : La Pièce d'or
- Réalisation : Robert Ménégoz
- Scénario : Robert Ménégoz
- Photographie : Jean Penzer
- Musique : Claude Alix
- Production : Office de Documentation par le Film
- Pays d'origine :  France
- Durée : 21 minutes
- Visa n° 28945 délivré le 29 octobre 1964
- Date de sortie : 1964

## Distribution
- Léo Campion : voix